# Берчень (Прахова)
Берчень, Берчені (рум. Berceni) — село у повіті Прахова в Румунії. Входить до складу комуни Берчень.
Село розташоване на відстані 54 км на північ від Бухареста, 7 км на схід від Плоєшті, 89 км на південний схід від Брашова.

## Населення
За даними перепису населення 2002 року у селі проживали 2389 осіб, з них 2384 особи (99,8%) румунів. Усі жителі села рідною мовою назвали румунську.